# Excimer
Die Bezeichnung Excimer ist ein Akronym aus der Kurzform von „excited dimer“ (‚angeregtes Dimer‘). Es handelt sich dabei um ein kurzlebiges Teilchen, das aus zwei oder mehr zusammenhängenden Atomen oder Molekülen besteht. Die Besonderheit besteht darin, dass das Excimer nur gebildet werden kann, wenn ein Bindungspartner sich in einem angeregten Zustand befindet. Verliert dieses Teilchen Energie, so trennen sich die Bindungspartner und kehren in den Grundzustand zurück. Dabei wird häufig Licht emittiert. Die Emissionsbande ist breit und stärker rotverschoben als die Emissionsbande des angeregten Monomers. Diese Eigenschaft kann spektroskopisch zur Identifizierung von Excimeren eingesetzt werden.
Definitionsgemäß besteht ein Excimer-Molekül aus zwei oder mehreren Atomen des gleichen chemischen Elements. Handelt es sich um Atome verschiedener Elemente, so spricht man von einem Exciplex. In der Literatur wird diesem Umstand jedoch selten Rechnung getragen und somit werden Exciplexe häufig fälschlich als Excimere bezeichnet.

## Anwendung

### Lampen

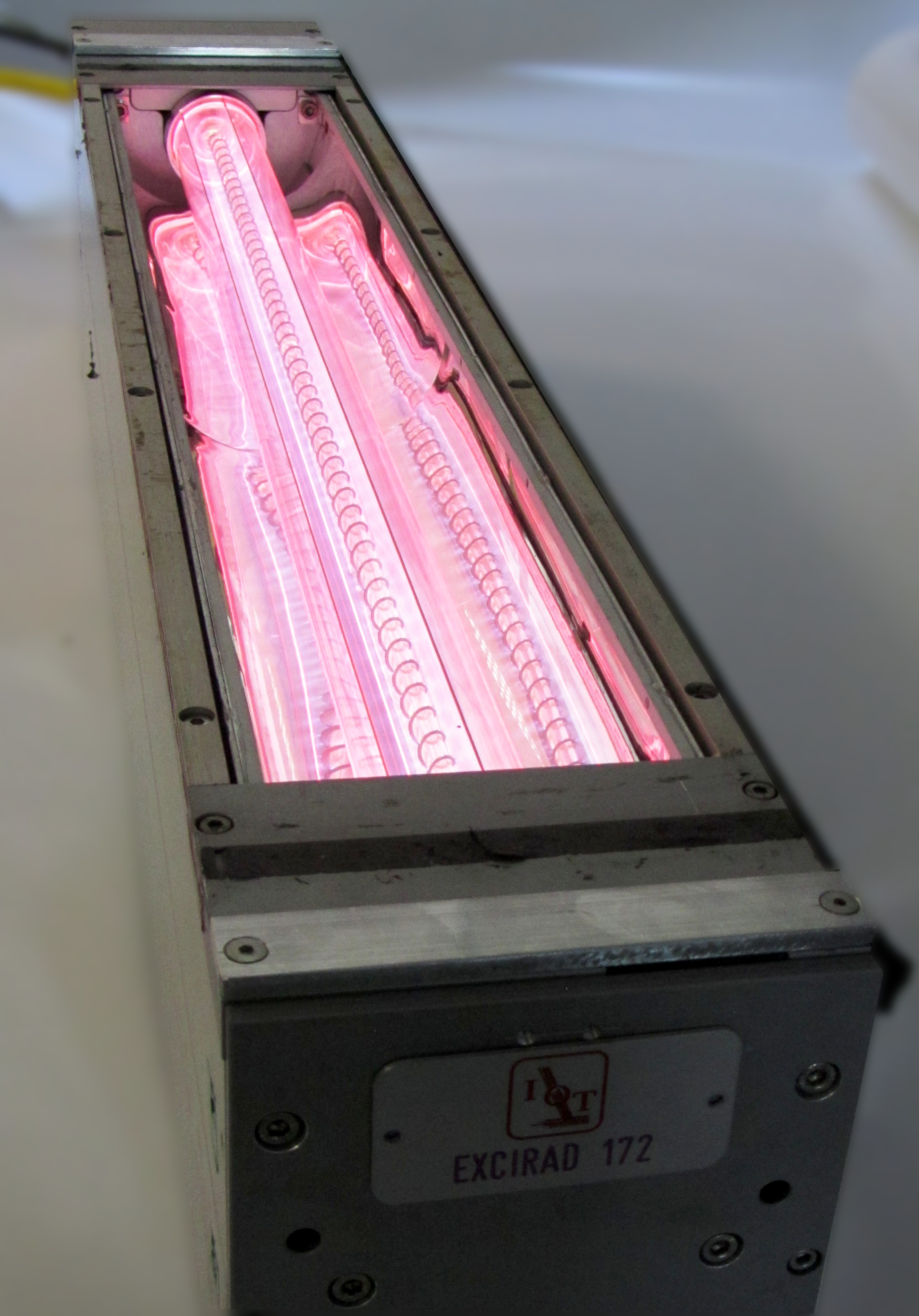
172-nm-Xenon-Excirad-Strahler (Lampe) aus der Druckindustrie

In Excimerlampen wird die spontane Emission von Excimeren zur Erzeugung von monochromatischen UV-Licht genutzt. Excimerlampen erzeugen ohne Erwärmung und ohne den Einsatz problematischer Substanzen wie Quecksilber UV-Licht mit hoher Leistungsdichte. Die Anwendung dieser Lampen sind unter anderem Belichtungen im Bereich der Druckindustrie, zur Oberflächenreinigungen z. B. von Glasoberflächen und zur Aushärtungen von speziellen Kunststoffen.

### Laser
In Excimerlasern werden die stimulierte Emission von Excimeren (bzw. heute meist Exciplexen) zur Erzeugung von kohärenten Licht (Laser) im UV-Bereich genutzt: die für die Lasertechnik notwendige Besetzungsinversion ist bereits durch die Molekülbildung gegeben, da hierbei der Grundzustand nicht besetzt sein darf. Die Zerfallszeit beträgt meist wenige Nanosekunden.
Praktische Bedeutung haben Excimerlaser, die im ultravioletten Spektralbereich emittieren, in der Medizintechnik und in der Fotolithografie (einem Bereich der Halbleiterherstellung) erlangt. Das laseraktive Medium besteht hierbei überwiegend aus folgenden Excimeren (Fluor) bzw. Exciplexen:
- Fluor (F2) mit einer emittierten Wellenlänge von 157 nm
- Argonfluorid (ArF) 193 nm
- Kryptonmonofluorid (KrF) 248 nm
- Xenonchlorid (XeCl) 308 nm oder
- Xenonfluorid (XeF) 351 nm.

Es lassen sich auch kürzere Wellenlängen erzeugen:
- Xenon  (Xe2) 172 nm
- Krypton  (Kr2) 147 nm
- Argon  (Ar2) 126 nm